# Дырочная
Ды́рочная — река в Калужской области России, протекает по территории Жуковского района, левый приток Протвы (бассейн Оки).
Устье находится между деревнями Болотское и Лаптевка. Питание преимущественно снеговое. Половодье в апреле — мае; замерзает в ноябре, реже — в декабре, вскрывается в апреле. Река сильно загрязнена сбросами промышленных предприятий. Длина — 15 км, площадь водосборного бассейна — 56,2 км².
На реке находится город Белоусово.

## Дамба в Белоусове
В 1959 году в черте населённого пункта Белоусово была сооружена дамба, благодаря которой образовался пруд — место отдыха горожан. В 2013 году дамба разрушилась, и пруд перестал существовать. По состоянию на 2018 год велись работы по её восстановлению. В 2020 году дамбу реконструировали. Пруд снова существует.

## Данные водного реестра
По данным государственного водного реестра России относится к Окскому бассейновому округу, водохозяйственный участок реки — Протва от истока и до устья, речной подбассейн реки — Бассейны притоков Оки до впадения Мокши. Речной бассейн реки — Ока.
Код объекта в государственном водном реестре — 09010100612110000022271.